# Konstrukcja sochowa

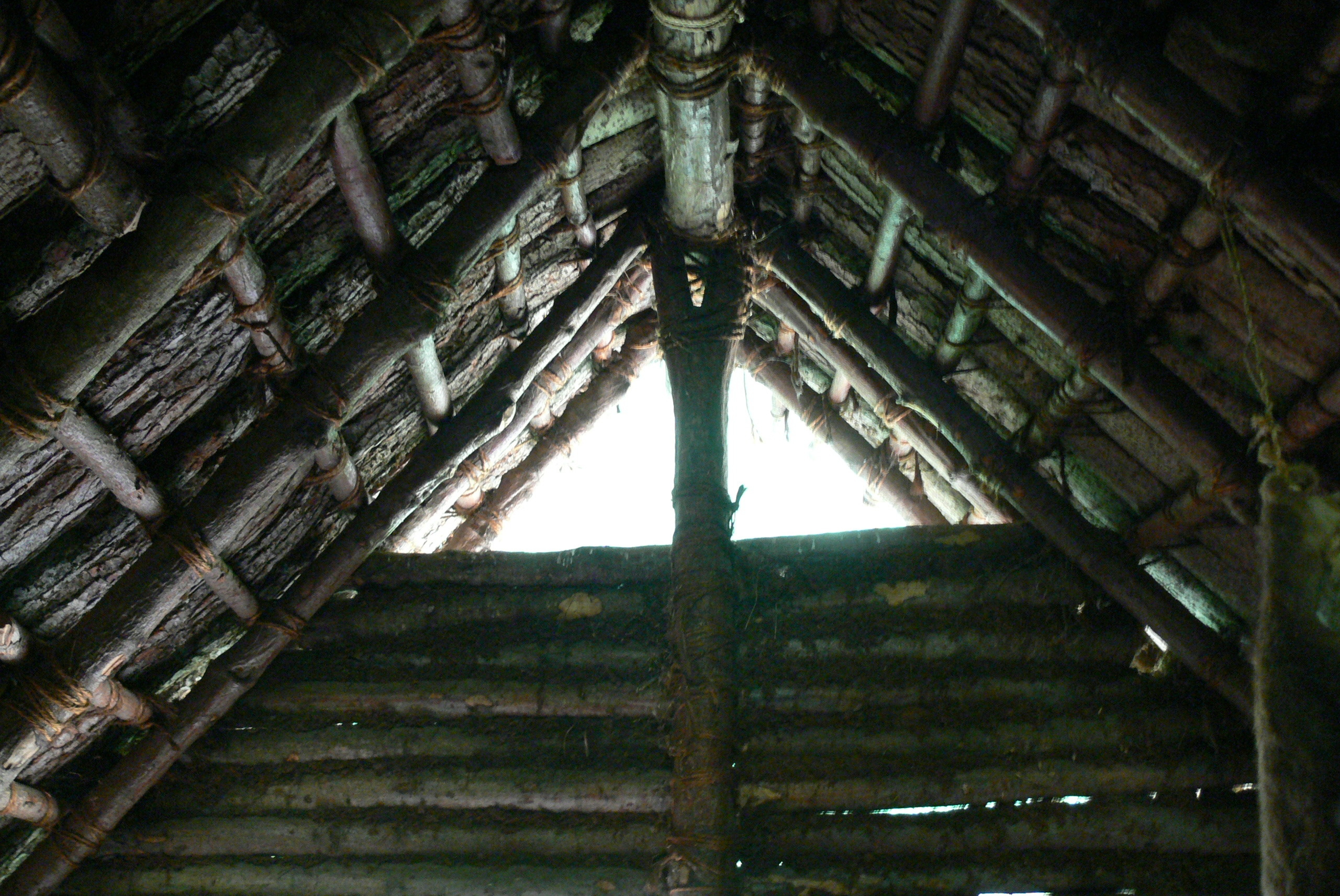
konstrukcja sochowo-ślemieniowa

Konstrukcja sochowa (konstrukcja sochowo-ślemieniowa) – rodzaj drewnianej konstrukcji dachów. Konstrukcja sochowa składała się z dwóch lub więcej wbitych w ziemię soch czyli drewnianych słupów z rozwidleniem u góry. Na rozwidleniu opierano poziomą belkę tzw. ślemię, o którą zahaczano żerdzie, tzw. kluczyny lub kozły. Dolne końce żerdzi opierały się o belkę wieńczącą ścianę (oczep) lub były oparte bezpośrednio na ziemi. Żerdzie układane były w płaszczyźnie połaci dachowej. Dach kryto strzechą. Ściany budynku wykonywane były najczęściej jako wieńcowe.

## Historia
Konstrukcja sochowa należy do najstarszych konstrukcji dachowych występujących na obszarze Europy i Azji.